# Dušan Basta
Dušan Basta (Servisch: Душан Баста) (Belgrado, 18 augustus 1984) is een Servisch voetballer die doorgaans als rechtsachter speelt. Hij tekende in juli 2014 bij Lazio Roma, dat hem overnam van Udinese. Basta debuteerde in 2005 in het Servisch voetbalelftal.

## Clubcarrière
Basta tekende op zeventienjarige leeftijd zijn eerste profcontract bij Rode Ster Belgrado. Hij debuteerde op zijn achttiende verjaardag, tegen het Montenegrijnse FK Sutjeska Nikšić. In zijn tweede seizoen werd hij samen met Aleksandar Luković uitgeleend aan FK Jedinstvo Ub. In juli 2008 betaalde Udinese een bedrag van €700.000 voor de Servische rechtsachter. Een maand later werd Basta voor een seizoen uitgeleend aan Lecce om ervaring op te doen in de Serie A. Hij speelde er zeven wedstrijden. In juli 2009 keerde hij terug bij Udinese. Op 6 november 2011 scoorde Basta zijn eerste doelpunt op Italiaanse bodem, tegen Siena.

## Interlandcarrière
Basta debuteerde op 31 maart 2005 in het Servisch voetbalelftal, tegen Spanje. Hij viel na 77 minuten in voor Ognjen Koroman. Hij nam met Servië en Montenegro deel aan het WK 2006 in Duitsland, maar speelde er geen enkele wedstrijd.

## Erelijst
| Competitie         |                    |                    |                    |                    |
| Competitie         | Aantal             | Jaren              |                    |                    |
| Rode Ster Belgrado | Rode Ster Belgrado | Rode Ster Belgrado | Rode Ster Belgrado | Rode Ster Belgrado |
| ------------------ | ------------------ | ------------------ | ------------------ | ------------------ |
| Kampioen Superliga | 2x                 | 2005/06, 2006/07   |                    |                    |
| Beker van Servië   | 2x                 | 2005/06, 2006/07   |                    |                    |
| SS Lazio           |                    |                    |                    |                    |
| Supercoppa         | 1x                 | 2017               |                    |                    |

2 Gigot ·
3 Pellegrini ·
4 Patric ·
5 Vecino ·
6 Rovella ·
7 Dele-Bashiru ·
8 Guendouzi ·
9 Pedro ·
10 Zaccagni  ·
11 Castellanos ·
13 Romagnoli ·
14 Noslin ·
18 Isaksen ·
19 Dia ·
20 Tchaouna ·
22 Castrovilli ·
23 Hysaj ·
26 Bašić ·
28 Anderson ·
29 Lazzari ·
30 Tavares ·
34 Gila ·
35 Mandas ·
77 Marušić ·
92 Akpa Akpro ·
94 Provedel ·
Coach: Baroni